# Edyp
Edyp (gr. Οἰδίπους Oidipous – według tradycyjnej etymologii „o obrzękłych kostkach u nóg”, od οἰδέω oideo „nabrzmiewać, puchnąć” i πούς pus „stopa”) – w mitologii greckiej syn Lajosa i Jokasty.
Wyrocznia oznajmiła Lajosowi, że jego syn ma go zabić i poślubić własną matkę. Kiedy urodził mu się syn, Lajos przebił mu (Edypowi) stopy żelaznymi gwoźdźmi, spętał i nakazał służącemu Forabasowi zostawić go w górach. Ten jednak uratował Edypa, przekazując go pasterzom, którzy zanieśli go do bezdzietnego króla Koryntu Polibosa i jego żony Merope.

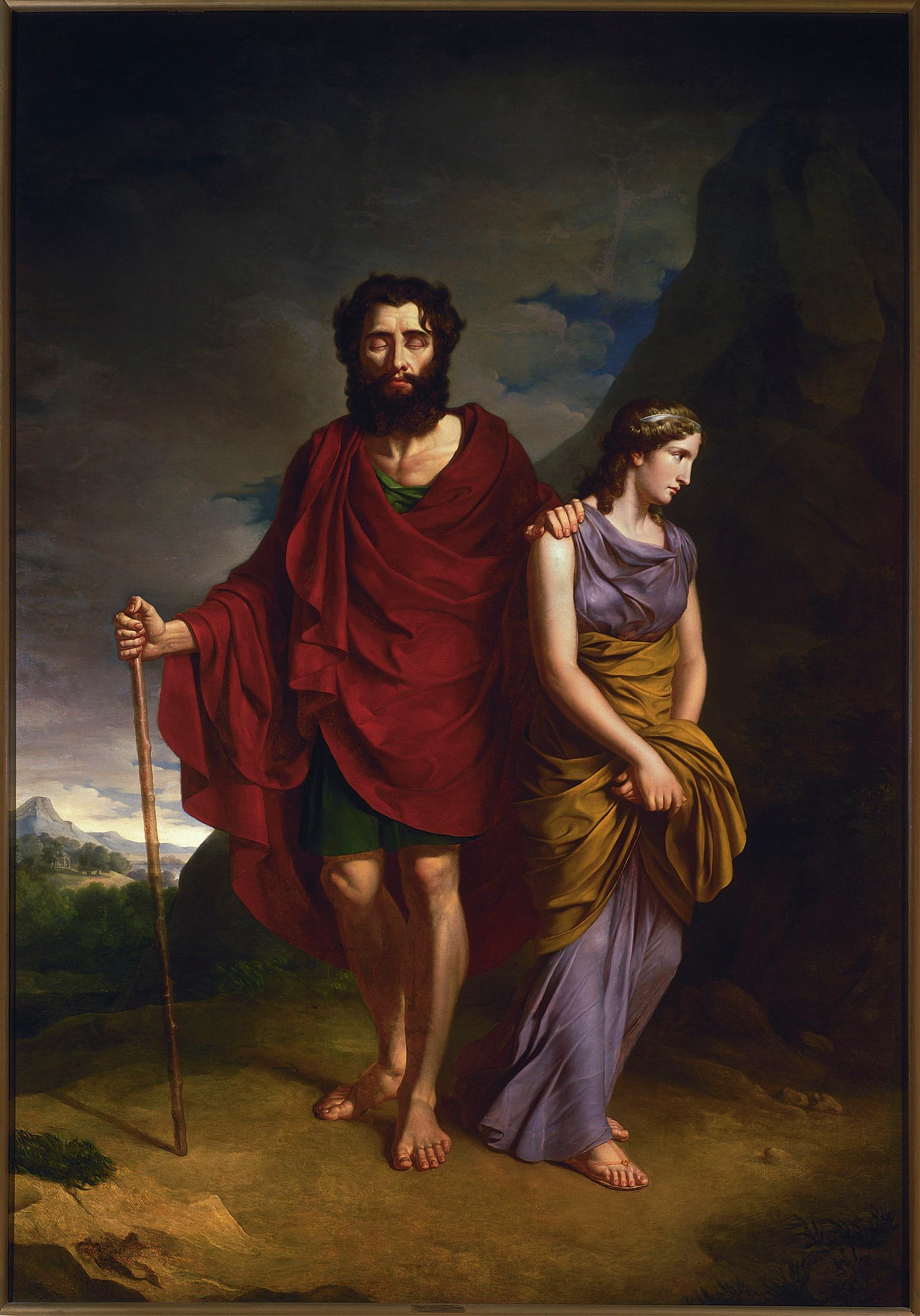
Antoni Brodowski, Edyp i Antygona

Kiedy Edyp dorósł, udał się do wyroczni delfickiej, która wyjawiła mu, że zabije własnego ojca i poślubi matkę. Przerażony tym Edyp, przekonany, że jego ojcem jest król Koryntu, postanowił udać się do odległej krainy, aby zapobiec spełnieniu się przepowiedni. W drodze natknął się na starca podróżującego z eskortą. Gdy buńczuczny młodzieniec nie chciał usunąć się z drogi, wywiązała się bójka, w której z rąk Edypa zginął starzec, którym był ojciec młodzieńca, Lajos. Edyp dotarł do Teb, gdzie po śmierci Lajosa władzę przejął Kreon. Pod miastem grasował okrutny potwór – Sfinks, który mordował przechodzących ludzi i kupców nieznających odpowiedzi na jego zagadkę. Dzięki wizji z proroczego snu Edyp uratował miasto przed potworem, rozwiązując jego zagadkę i w nagrodę otrzymał rękę Jokasty. Miał z nią dwóch synów (Polinika i Eteoklesa) i dwie córki (Antygonę i Ismenę). Jednak Teby zaczęły nawiedzać nieszczęścia. Edyp dowiedział się od wróżbity Tejrezjasza, że jest to kara za ojcobójstwo i kazirodztwo. W końcu Edyp dowiaduje się od sługi, który przeżył morderstwo jego ojca, że przepowiednia wypełniła się. W rozpaczy oślepił się i udał na wygnanie, gdzie towarzyszyła mu Antygona. Ukojenie i oczyszczenie z win zyskał w Kolonos, gdzie zmarł.